# Ліса Гуннарссон
Ліса Гуннарссон (англ. Lisa Gunnarsson, 20 серпня 1999) — шведська легкоатлетка, срібна призерка чемпіонату світу 2018 року серед юніорів та чемпіонка Європи 2017 року серед юніорів у стрибках з жердиною.

## Основні міжнародні виступи
| Рік               | Змагання                       | Місто             | Місце             | Дисципліна         | Примітки          |
| Виступи за Швеція | Виступи за Швеція              | Виступи за Швеція | Виступи за Швеція | Виступи за Швеція  | Виступи за Швеція |
| ----------------- | ------------------------------ | ----------------- | ----------------- | ------------------ | ----------------- |
| 2015              | Чемпіонат Європи серед юніорів | Ескільстуна       | 5                 | стрибки з жердиною |                   |
| 2016              | Чемпіонат світу серед юніорів  | Бидгощ            | 7                 | стрибки з жердиною |                   |
| 2016              | Чемпіонат Європи               | Амстердам         | 1кв12             | стрибки з жердиною |                   |
| 2017              | Чемпіонат Європи в приміщенні  | Белград           | 6                 | стрибки з жердиною |                   |
| 2017              | Чемпіонат Європи серед юніорів | Гроссето          | 5                 | стрибки з жердиною |                   |
| 2017              | Чемпіонат світу                | Лондон            | 1кв9              | стрибки з жердиною |                   |
| 2018              | Чемпіонат світу серед юніорів  | Тампере           | 2                 | стрибки з жердиною | [ 3 ]             |